# Jośki
Jośki – wieś w Polsce położona w województwie podlaskim, w powiecie wysokomazowieckim, w gminie Nowe Piekuty.
W latach 1975–1998 miejscowość administracyjnie należała do województwa łomżyńskiego.
Wierni kościoła rzymskokatolickiego należą do parafii Wniebowzięcia Najświętszej Maryi Panny w Hodyszewie.

## Historia wsi
Joski wzmiankowane w 1558 roku. Nazwa wsi pochodzi od rusińskiego imienia: Jośka, Iosif. Pierwotnie wieś królewska zamieszkana przez ludność białoruską.
Miejscowość nazywana również jako Józki. W roku 1560 powierzchnia gruntów wynosiła 18 włók. Wchodziła w skład Starostwa brańskiego.
Z powodu sporów między włościanami a dzierżawcą – Adamem Leśniowolskim, komisarze królewscy ustalili stały czynsz i robociznę. Przywilej na wniosek mieszkańców wsi potwierdzany przez królów: Zygmunta III – 1605, Władysława IV – 1634, Michała, Jana III – 1683, Augusta II – 1720, Stanisława Augusta – 1790.
W roku 1674 z 18 włók ziemi, ½ włóki należała do tzw. wybraniectwa, 4 włóki do wójta. Prowent wynosił 18 zł polskich. Podczas panowania Augusta III wybrańcem był Jan Miałkowski.
W latach 1795–1806 wieś należała do rządu pruskiego, następnie do rządu Księstwa Warszawskiego i od 1815 roku do Królestwa Polskiego. W 1808 odnotowano tu 7 domów i 72 mieszkańców. W 1827 istniało 12 domów, z liczbą 70 mieszkańców. Większość to unici, w połowie XIX wieku mieszkało ich 108.
Do 1807 r. chłopi pracowali na polach aż do wsi Bojnowo. Nowo ustalona granica, między Królestwem Kongresowym a Cesarstwem Rosyjskim, uniemożliwiła wykonywanie tych prac. Pańszczyzna została zamieniona na opłaty czynszu, który włościanie wpłacali do Zarządu Ekonomii w Surażu. Łączne opłaty od 8 czynszowników, wybrańca i wójtostwa wynosiły 592 zł polskich i 10 gr.
W roku 1820 we wsi 11 czynszowników, 1 wybrany i wójtostwo. Włościanie wysiewali 98 korcy oziminy i 82 jarzyny. Na pola wójtowskie wysiewano 4 korce pszenicy, 25 korcy żyta, 5 korców jęczmienia i 20 owsa. Cała wieś opłacała również 40 zł tzw. suchej arendy, za co mogła brać trunki gdzie jej się spodoba. W tym czasie we wsi 72 mieszkańców.
Od połowy XIX wieku zakładano nowe gospodarstwa na poprzednio niezagospodarowanej ziemi. Wycinano lasy, szczególnie w północnej części wsi. Wytyczono drogi przecinające się pod kątem prostym, powstawały tu zabudowania typu kolonijnego. W 1884 roku w Jośkach były 33 domy i 215 mieszkańców, wśród nich 153 katolików, reszta to Żydzi i prawosławni. W 1891 r. notowano we wsi 35 gospodarzy, w tym 2 miało korzenie szlacheckie. Średnie gospodarstwo było tu dość duże, liczyło prawie 11 ha.
Pod koniec XIX w. wieś należała do powiatu mazowieckiego, gmina i parafia Piekuty. Grunty rolne o powierzchni 859 morg.
W 1921 r. miejscowość liczyła 34 domy i 219 mieszkańców, w tym 3 prawosławnych. Ze względu na duże rozczłonkowanie wsi wyróżniono: Jośki Centralne, Wschodnie i Podlesie.
Współczesne Jośki liczą 39 domów i 143 mieszkańców.